# Perry Barr
Perry Barr – dzielnica w Birmingham, w Anglii, w West Midlands, w dystrykcie metropolitalnym Birmingham. W 2011 dzielnica liczyła 23652 mieszkańców. Perry Barr jest wspomniana w Domesday Book (1086) jako Pirio.